# 赫林冰原島峰
83°12′S 51°22′W / 83.200°S 51.367°W
赫林冰原島峰（英語：Herring Nunataks）是南極洲的冰原島峰，位於伊利沙伯女皇地，屬於彭薩科拉山脈中福里斯特爾山脈的一部分，美國地質調查局根據測量和該國海軍的空中照片繪入地圖，現時由南極條約體系管理。